# Chiesa della Maddalena (Siviglia)
La chiesa della Maddalena, in spagnolo Iglesia de Santa María Magdalena, è una chiesa parrocchiale cattolica della città di Siviglia, in Spagna.
Rappresenta un bell'esempio dell'architettura barocca spagnola.

## Storia e descrizione

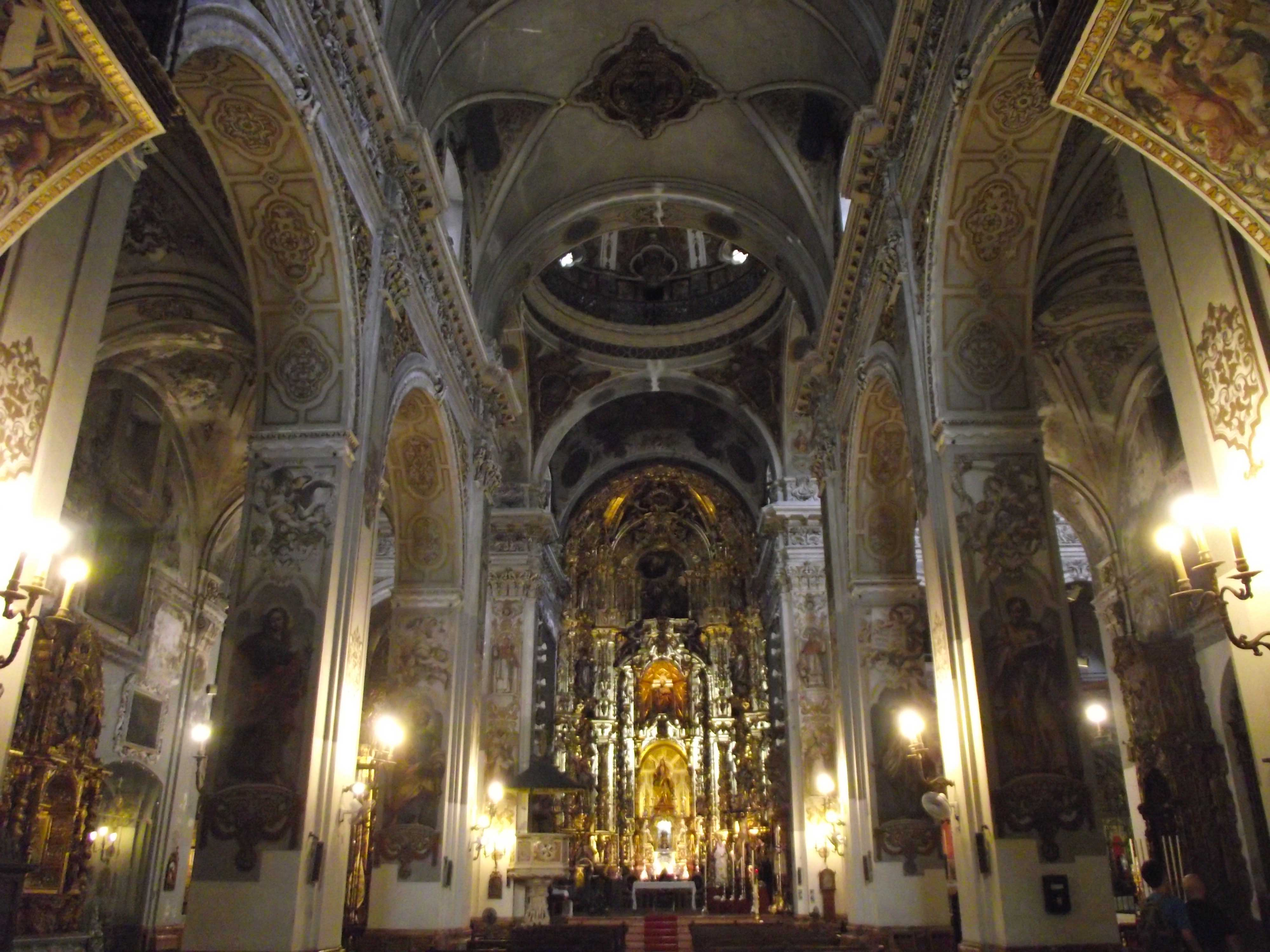
L'interno.

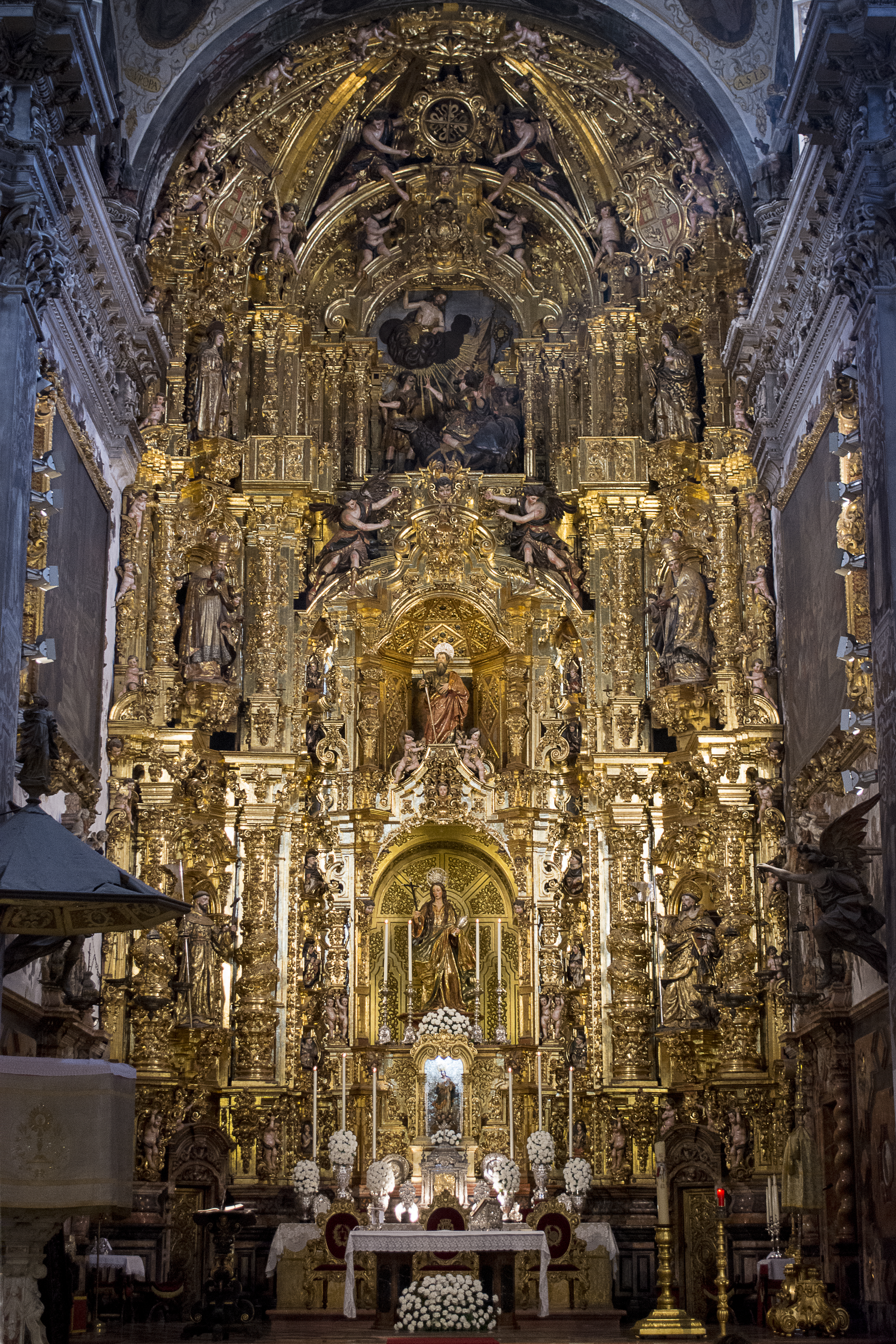
L'altar maggiore.

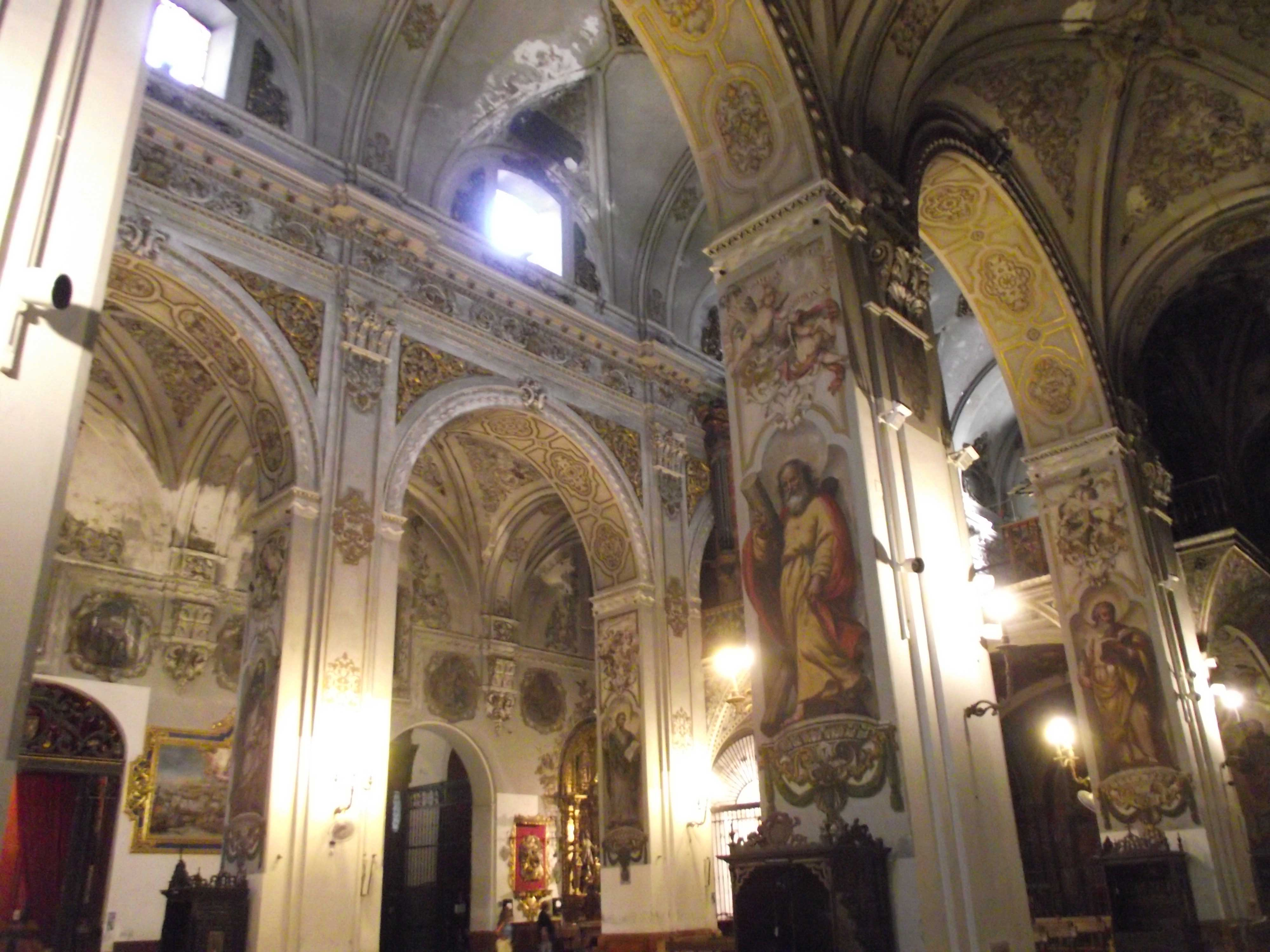
Veduta dell'interno.

Nel 1248 Ferdinando III il Santo donava alcune case della zona ai Domenicani. L'ordine vi fondò un convento dedicato a san Paolo e nel 1250, in un capitolo provinciale dell'ordine, a Toledo, furono assegnati al convento dei frati. La donazione dell'immobile fu confermata nel 1255 dal re Alfonso X il Saggio.
Intorno al 1353 il convento fu distrutto da un incendio ma nel 1361 Pietro il Crudele contribuiva alla sua riparazione e nel 1421 il consiglio comunale stanziò dei fondi. Nel 1504 anche i re cattolici, che erano a Medina del Campo, diedero dei contributi per riparare il tetto della chiesa, abbattuto da una forte tempesta.
Nel 1504 vi venne creato un centro di studi, lo Studio General, che nel 1552, con la bolla di papa Giulio III, ebbe il grado di università.
Da questo convento partirono molti frati domenicani per evangelizzare l'America e le Filippine. Alcuni di questi missionari vennero formati da Bartolomé de Las Casas, il celebre vescovo cattolico impegnato nella difesa dei nativi americani. 
Divenne il più grande convenuto dell'Andalusia tanto che agli inizi del XVII secolo contava 200 frati. Anche se con l'epidemia di peste del 1649 molti monaci morirono, nel 1757 se ne contavano ancora 190.
Con i diversi straripamenti del fiume Guadalquivir avvenuti tra il 1691 e il 1692, gli edifici medievali vennero gravemente danneggiati tanto che se ne decise la riedificazione.
La chiesa attuale, in un fastoso stile barocco venne costruita fra il 1694 e il 1709 su progetto di Leonardo de Figueroa. Si erge a con pianta a croce latina divisa in tre navate, con transetto e cupola sulla crociera.
Il pittore locale Lucas Valdés realizzò gli affreschi, mentre gli stucchi si devono a Pedro Roldán. Nel 1724 la chiesa era terminata.
Durante l'invasione francese di Siviglia, le truppe saccheggiarono il convento e l'occuparono installandovi la loro caserma. La vicina parrocchiale della Maddalena venne abbattuta nel 1811 col piano Mayer e il suo titolo passò alla ex chiesa dei domenicani.
Con la Restaurazione i domenicani ritornarono al convento e lo ristrutturarono, cercando di ricostruire l'antica parrocchiale distrutta. Tuttavia, con la Desamortización di Mendizábal del 1835, il monastero venne confiscato e destinato a accogliere gli uffici civili e nel 1842 la ricostruzione della vecchia chiesa fu abbandonata, così il titolo di parrocchiale restò alla chiesa conventuale.
Per destinarlo a uso civile, il convento venne completamente ristrutturato all'interno. Nel 1889 il portico col portale d'accesso alla chiesa vennero demoliti e nel 1909 il convento fu distrutto da un incendio.
Inoltre per tutto il XX secolo si procedette con le manomissioni, portando anche alla demolizione dei suoi due chiostri.
Oggi i soli resti del convento sono la chiesa, la sacrestia e la cappella di Montserrat.

## Opere d'arte
La chiesa conserva numerose opere d'arte fra le quali spiccano le seguenti.
- Il Retablo Mayor (1633[8]), altar maggiore, dedicato al Trionfo della Fede. Grande opera barocca in legno intagliato e dorato, forse su disegno di Leonardo de Figueroa e con sculture di Pedro Duque Cornejo realizzate fra il 1709 e il 1724.
- Assunta, statua di Juan de Mesa, 1619.[8]
- Battaglia di Lepanto, affreschi nella seconda cappella, di Lucas Valdés[8]; la stessa cappella ospita anche due quadri di Francisco de Zurbarán[8].